# Lois Patiño
Lois Patiño Lamas, nascut a Vigo el 26 de gener de 1983, és director i guionista de cinema gallec.

## Trajectòria
És fill del pintor i escriptor Antón Patiño Pérez i del pintor Menchu Lamas. Va estudiar psicologia a la Universitat Complutense de Madrid compaginant-ho amb el cinema a l'escola Tai. Va continuar els seus estudis de cinema a la NYFA de Nova York i a Barcelona, a la Universitat Pompeu Fabra.
La seva primera pel·lícula, Costa da Morte (2013), va guanyar el premi al millor director emergent a la secció Cineastes del Present al Festival de Locarno i el Premi Mestre Mateo al millor documental.
La seva pel·lícula Samsara (2023) va ser la guanyadora del Premi Especial del Jurat a la secció Trobades al Festival Internacional de Cinema de Berlín.

## Filmografia

### Curtmetratges
- Montaña en sombra (2012)
- La imagen arde (2013)
- Noite sem distância (2015)

### Llargmetratges
- Costa da Morte (2013)
- Lúa vermella (2020)[4]
- Samsara (2023)